# Yūichi Inoue
Yūichi Inoue (Inoue Yūichi?, 井上 有一; Tokyo, 14 febbraio 1916 – Tokyo, 15 giugno 1985) è stato un pittore e calligrafo giapponese.
Inoue è stato una delle più significative testimonianze dell'arte calligrafa del XX secolo. Dal 1942 fino al 1950 Yūichi Inoue studiò calligrafia presso Sokyu Ueda (1899-1986).
Nel 1951 Yūichi ebbe una mostra personale a Tokyo. Nel 1952 creò Bokujin-kai - Associazione per la calligrafia.
Inoue prese parte a documenta 2 nel 1959 a Kassel. 

## Mostre
(selezione)
- 1954 Calligrafia giapponese moderna, Museum of Modern Art, New York
- 1955 Bokujin-kai-Gruppe,  Galerie Colette Allendy, Parigi/Galerie Apollo, Brüssel.
- 1955-56 Abstrakte Kunst - Japan und die USA, Nationalmuseum für moderne Kunst, Tokio / L'encre de chine dans la calligraphie et l'art japonais contemporains (Wanderausstellung für Amsterdam, Basila, Parigi, Amburgo e Roma)
- 1957 4 Biennale di São Paulo
- 1958 50 ans d'art moderne, Palais des Beaux-Arts, Bruxelles
- 1959  documenta 2, Kassel
- 1961 6. Biennale di San Paolo /Carnegie International, Pittsburgh / Yūichi Inoue Galerie Zwirner, Colonia
- 1963 Schrift und Bild, Stedelijk Museum, Amsterdam / Kunsthalle Baden-Baden
- 1965 Inoue Yuichi Galerie Zwirner, Colonia / Von Der Heydt Museum, Wuppertal
- 1969 Moderne Weltkunst , Museo nazionale d'arte Moderna, Tokyo
- 1984 Yu-ichi Wortbilder, UNAC Tokyo
- 1986 YU-ICHI - Abschiedsgedanken, NEWZ, Tokyo / YU-ICHI lebt, SEED Halle, Tokyo
- 1987 YU-ICHI - Hundert Blumen, Parco Gallery, Tokyo
- 1989  YU-ICHI - Opere 1955-1985, mostra itinerante in sei musei giapponesi
- 1992 Die Grossartigkeit der Armut, Azabu Museum, Tokyo
- 1993 JAPAN ART, Frankfurt: YU-ICHI, Opere su carta, Art Frankfurt
- 1994-1995 Screams against the Sky, Japanese Art after 1945, Modernism and Transition, Yokohama Museum of Art, Yokohama / Guggenheim Museum Soho, New York / Museum of Modern Art, San Francisco
- 1995 YU-ICHI, Kunsthalle Basel
- 1995-1996 YU-ICHI Ausstellungsprojekt: Serie des Schriftzeichens HIN Gallery of the Tianjin Renmin Meishu Chubanshe, Tianjin, China /  Schirn Kunsthalle Frankfurt am Main / Galerie im Karmeliterkloster Frankfurt am Main / YU-ICHI Kantan-fu, Japan Art Galerie Friedrich Müller, Frankfurt am Main
- 1996-1997 YU-ICHI Arbeiten auf Papier, Japan Art - Galerie Friedrich Müller, Frankfurt am Main
- 2003  “Unaussprechlich schön.” Das mystische Paradoxon in der Kunst des 20. Jahrhunderts, Kunsthalle Erfurt
- 2016 Yuichi Inoue, 21st Century Museum of Contemporary Art, Kanazawa
- 2016 Inoue Yuichi, ONISHI Gallery, New York

## Fonti e bibliografia
- Ausstellungskatalog: YU-ICHI, Arbeiten auf Papier, Japan Art Galerie Frankfurt, 1993
- Ausstellungskatalog: II.documenta´59. Kunst nach 1945; Katalog: Band 1: Malerei; Band 2: Skulptur; Band 3: Druckgrafik; Textband; Kassel/Köln 1959
- Videofilm YU-ICHI. Scribo Ergo Sum, UNAC Tokyo, 1994
- Ausstellungskatalog: YU-ICHI, Kunsthalle Basel, 1995
- Ausstellungskatalog: YU-ICHI Ausstellungsprojekt: Serie des Schriftzeichens HIN Gallery of the Tianjin Renmin Meishu Chubanshe, Tianjin, Frankfurt am Main 1995
- Werksverzeichnis: YU-ICHI catalogue raisonné, UNAC Tokyo,  vol I – III 1996 –2001
- Yuichi Inoue - Kalligraphien, Katalog Wuppertal, 1965
- Ausstellungskatalog: YU-ICHI, Arbeiten auf Papier, Japan Art Galerie Frankfurt 1993
- Exhibition catalogue: Inoue Yuichi, ONISHI Gallery New York, 2016